# Danh sách cầu thủ tham dự Giải vô địch bóng đá nữ thế giới 1995
Dưới đây là danh sách cầu thủ được triệu tập cho Giải vô địch bóng đá nữ thế giới 1995 ở Thụy Điển.

## Bảng A

### Brasil
Huấn luyện viên:  Ademar Fonseca
| Số | Vt | Cầu thủ         | Ngày sinh (tuổi)       | Số trận | Câu lạc bộ |
| -- | -- | --------------- | ---------------------- | ------- | ---------- |
| 1  | TM | Meg             | 1 tháng 1, 1956 (39)   |         |            |
| 2  | TV | Valeria         | 3 tháng 9, 1968 (26)   |         |            |
| 3  | HV | Elane           | 6 tháng 4, 1968 (27)   |         |            |
| 4  | HV | Solange         | 29 tháng 3, 1969 (26)  |         |            |
| 5  | TV | Leda Maria      | 16 tháng 4, 1966 (29)  |         |            |
| 6  | TV | Fanta           | 14 tháng 9, 1966 (28)  |         |            |
| 7  | TĐ | Pretinha        | 19 tháng 5, 1975 (20)  |         |            |
| 8  | TV | Cenira (c)      | 2 tháng 12, 1965 (29)  |         |            |
| 9  | TĐ | Michael Jackson | 19 tháng 11, 1963 (31) |         |            |
| 10 | TV | Sissi           | 6 tháng 2, 1967 (28)   |         |            |
| 11 | TĐ | Roseli          | 9 tháng 7, 1969 (25)   |         |            |
| 12 | TM | Eliane          | 22 tháng 4, 1971 (24)  |         |            |
| 13 | HV | Nenê            | 31 tháng 3, 1976 (19)  |         |            |
| 14 | TV | Márcia Taffarel | 15 tháng 3, 1968 (27)  |         |            |
| 15 | TĐ | Nalvinha        | 14 tháng 7, 1965 (29)  |         |            |
| 16 | TV | Formiga         | 3 tháng 3, 1978 (17)   |         |            |
| 17 | HV | Yara            | 13 tháng 2, 1964 (31)  |         |            |
| 18 | HV | Kátia           | 18 tháng 2, 1977 (18)  |         |            |
| 19 | HV | Suzy            | 2 tháng 7, 1967 (27)   |         |            |
| 20 | TĐ | Tânia           | 10 tháng 3, 1974 (21)  |         |            |

### Đức
Huấn luyện viên:  Gero Bisanz
| Số | Vt | Cầu thủ            | Ngày sinh (tuổi)       | Số trận | Câu lạc bộ             |
| -- | -- | ------------------ | ---------------------- | ------- | ---------------------- |
| 1  | TM | Manuela Goller     | 5 tháng 1, 1971 (24)   | 30      | Grün-Weiß Brauweiler   |
| 2  | HV | Anouschka Bernhard | 5 tháng 10, 1970 (24)  | 33      | FSV Frankfurt          |
| 3  | HV | Birgitt Austermühl | 8 tháng 10, 1965 (29)  | 41      | FSV Frankfurt          |
| 4  | HV | Dagmar Pohlmann    | 7 tháng 2, 1972 (23)   | 26      | FSV Frankfurt          |
| 5  | TV | Ursula Lohn        | 7 tháng 11, 1966 (28)  | 20      | TuS Ahrbach            |
| 6  | TV | Maren Meinert      | 5 tháng 8, 1973 (22)   | 30      | FC Rumeln-Kaldenhausen |
| 7  | TV | Martina Voss       | 22 tháng 12, 1967 (27) | 75      | FC Rumeln-Kaldenhausen |
| 8  | TV | Bettina Wiegmann   | 7 tháng 10, 1971 (23)  | 52      | Sportfreunde Siegen    |
| 9  | TĐ | Heidi Mohr         | 29 tháng 5, 1967 (28)  | 82      | TuS Ahrbach            |
| 10 | TV | Silvia Neid (c)    | 2 tháng 5, 1964 (31)   | 95      | TSV Siegen             |
| 11 | TĐ | Patricia Brocker   | 7 tháng 4, 1966 (29)   | 28      | TuS Niederkirchen      |
| 12 | TM | Katja Kraus        | 23 tháng 11, 1970 (24) | 1       | FSV Frankfurt          |
| 13 | TĐ | Melanie Hoffmann   | 29 tháng 11, 1974 (20) | 1       | FC Rumeln-Kaldenhausen |
| 14 | HV | Sandra Minnert     | 7 tháng 4, 1973 (22)   | 20      | FSV Frankfurt          |
| 15 | HV | Claudia Klein      | 24 tháng 9, 1971 (23)  | 4       | Grün-Weiß Brauweiler   |
| 16 | TĐ | Birgit Prinz       | 25 tháng 10, 1977 (17) | 14      | FSV Frankfurt          |
| 17 | HV | Tina Wunderlich    | 10 tháng 10, 1977 (17) | 3       | SG Praunheim           |
| 18 | TV | Pia Wunderlich     | 26 tháng 1, 1975 (20)  | 11      | SG Praunheim           |
| 19 | TV | Sandra Smisek      | 3 tháng 7, 1977 (17)   | 2       | FSV Frankfurt          |
| 20 | TM | Christine Francke  | 12 tháng 6, 1974 (20)  | 2       | TuS Ahrbach            |

### Nhật Bản
Huấn luyện viên:  Suzuki Tamotsu
| Số | Vt | Cầu thủ         | Ngày sinh (tuổi)       | Số trận | Câu lạc bộ |
| -- | -- | --------------- | ---------------------- | ------- | ---------- |
| 1  | TM | Ozawa Junko     | 12 tháng 7, 1973 (21)  |         |            |
| 2  | HV | Tomei Yumi      | 6 tháng 1, 1972 (23)   |         |            |
| 3  | HV | Yamaki Rie      | 10 tháng 2, 1975 (20)  |         |            |
| 4  | HV | Haneta Maki     | 30 tháng 9, 1972 (22)  |         |            |
| 5  | HV | Uno Ryoko       | 11 tháng 9, 1975 (19)  |         |            |
| 6  | HV | Nishina Kae     | 12 tháng 7, 1972 (22)  |         |            |
| 7  | TV | Sawa Homare     | 9 tháng 6, 1978 (16)   |         |            |
| 8  | TV | Takakura Asako  | 19 tháng 4, 1968 (27)  |         |            |
| 9  | TV | Kioka Futaba    | 22 tháng 11, 1965 (29) |         |            |
| 10 | TĐ | Noda Akemi (c)  | 13 tháng 10, 1969 (25) |         |            |
| 11 | TV | Handa Etsuko    | 5 tháng 10, 1965 (29)  |         |            |
| 12 | HV | Obe Yumi        | 15 tháng 2, 1975 (20)  |         |            |
| 13 | TV | Nagamine Kaori  | 6 tháng 3, 1968 (27)   |         |            |
| 14 | HV | Kadohara Kaoru  | 25 tháng 5, 1970 (25)  |         |            |
| 15 | TĐ | Morimoto Tsuru  | 9 tháng 11, 1970 (24)  |         |            |
| 16 | TV | Otake Nami      | 30 tháng 7, 1974 (20)  |         |            |
| 17 | TĐ | Tamaki Uchiyama | 13 tháng 12, 1972 (22) |         |            |
| 18 | TĐ | Inesu Takeoka   | 1 tháng 5, 1971 (24)   |         |            |
| 19 | TM | Onodera Shiho   | 18 tháng 11, 1973 (21) |         |            |
| 20 | TM | Sakata Megumi   | 18 tháng 10, 1971 (23) |         |            |

### Thụy Điển
Huấn luyện viên:  Bengt Simonsson
| Số | Vt | Cầu thủ            | Ngày sinh (tuổi)       | Số trận | Câu lạc bộ      |
| -- | -- | ------------------ | ---------------------- | ------- | --------------- |
| 1  | TM | Elisabeth Leidinge | 6 tháng 3, 1957 (38)   |         | Malmö           |
| 2  | HV | Malin Lundgren     | 9 tháng 3, 1967 (28)   |         | Malmö           |
| 3  | HV | Åsa Jakobsson      | 2 tháng 6, 1966 (29)   |         | Gideonsbergs IF |
| 4  | HV | Pia Sundhage (c)   | 13 tháng 2, 1960 (35)  |         | Hammarby IF     |
| 5  | HV | Kristin Bengtsson  | 12 tháng 1, 1970 (25)  |         | Hammarby IF     |
| 6  | TV | Anna Pohjanen      | 25 tháng 1, 1974 (21)  |         | Sunnanå SK      |
| 7  | TV | Lena Videkull      | 9 tháng 12, 1962 (32)  |         | Malmö           |
| 8  | TV | Susanne Hedberg    | 26 tháng 6, 1972 (22)  |         | Gideonsbergs IF |
| 9  | TV | Malin Andersson    | 5 tháng 4, 1973 (22)   |         | Alvsjö AIK      |
| 10 | TĐ | Anneli Andelen     | 21 tháng 6, 1968 (26)  |         | Öxabäcks IF     |
| 11 | TĐ | Ulrika Kalte       | 19 tháng 5, 1970 (25)  |         | Alvsjö AIK      |
| 12 | TM | Annelie Nilsson    | 14 tháng 6, 1971 (23)  |         | Sunnanå SK      |
| 13 | HV | Annika Nessvold    | 24 tháng 2, 1971 (24)  |         | Malmö           |
| 14 | TV | Åsa Lönnqvist      | 14 tháng 4, 1970 (25)  |         | Tyresö FF       |
| 15 | TV | Anneli Olsson      | 7 tháng 2, 1967 (28)   |         | Hammarby IF     |
| 16 | TV | Eva Zeikfalvy      | 18 tháng 4, 1967 (28)  |         |                 |
| 17 | TV | Malin Flink        | 4 tháng 9, 1974 (20)   |         | Gideonsbergs IF |
| 18 | TĐ | Helen Nilsson      | 24 tháng 11, 1970 (24) |         | Gideonsbergs IF |
| 19 | TĐ | Anika Bozicevic    | 8 tháng 11, 1972 (22)  |         | Malmö           |
| 20 | TV | Sofia Johansson    | 5 tháng 9, 1969 (25)   |         | Malmö           |

## Bảng B

### Canada
Huấn luyện viên:  Sylvie Beliveau
| Số | Vt | Cầu thủ           | Ngày sinh (tuổi)       | Số trận | Câu lạc bộ |
| -- | -- | ----------------- | ---------------------- | ------- | ---------- |
| 1  | TM | Wendy Hawthorne   | 6 tháng 7, 1960 (34)   |         |            |
| 2  | TĐ | Helen Stoumbos    | 18 tháng 10, 1970 (24) |         |            |
| 3  | TĐ | Charmaine Hooper  | 15 tháng 1, 1968 (27)  |         |            |
| 4  | HV | Michelle Ring     | 28 tháng 11, 1967 (27) |         |            |
| 5  | HV | Andrea Neil       | 26 tháng 10, 1971 (23) |         |            |
| 6  | TV | Geri Donnelly (c) | 30 tháng 11, 1965 (29) |         |            |
| 7  | TĐ | Isabelle Morneau  | 18 tháng 4, 1976 (19)  |         |            |
| 8  | HV | Nicole Sedgwick   | 19 tháng 1, 1974 (21)  |         |            |
| 9  | HV | Janine Wood       | 24 tháng 4, 1970 (25)  |         |            |
| 10 | TV | Veronica O'Brien  | 29 tháng 1, 1971 (24)  |         |            |
| 11 | TV | Annie Caron       | 5 tháng 6, 1964 (31)   |         |            |
| 12 | TV | Joan Mceachern    | 4 tháng 12, 1963 (31)  |         |            |
| 13 | TV | Angela Kelly      | 10 tháng 3, 1971 (24)  |         |            |
| 14 | HV | Cathy Ross        | 19 tháng 11, 1967 (27) |         |            |
| 15 | HV | Suzanne Muir      | 7 tháng 6, 1970 (24)   |         |            |
| 16 | HV | Luce Mongrain     | 1 tháng 11, 1971 (23)  |         |            |
| 17 | TĐ | Silvana Burtini   | 5 tháng 10, 1969 (25)  |         |            |
| 18 | TM | Carla Chin        | 5 tháng 10, 1966 (28)  |         |            |
| 19 | TV | Suzanne Gerrior   | 4 tháng 4, 1973 (22)   |         |            |
| 20 | TM | Tanya Singfield   | 9 tháng 2, 1970 (25)   |         |            |

### Anh
Huấn luyện viên:  Ted Copeland
| Số | Vt | Cầu thủ            | Ngày sinh (tuổi)       | Số trận | Câu lạc bộ         |
| -- | -- | ------------------ | ---------------------- | ------- | ------------------ |
| 1  | TM | Pauline Cope       | 16 tháng 2, 1969 (26)  |         | Arsenal Ladies     |
| 2  | TV | Hope Powell        | 8 tháng 12, 1966 (28)  |         | Croydon Women      |
| 3  | HV | Tina Mapes         | 21 tháng 1, 1971 (24)  |         | Croydon Women      |
| 4  | HV | Samantha Britton   | 8 tháng 12, 1973 (21)  |         | Arsenal Ladies     |
| 5  | HV | Clare Taylor       | 22 tháng 5, 1965 (30)  |         | Liverpool Ladies   |
| 6  | TV | Gillian Coultard   | 22 tháng 7, 1963 (31)  |         | Doncaster Belles   |
| 7  | TV | Marie Anne Spacey  | 13 tháng 2, 1966 (29)  |         | Arsenal Ladies     |
| 8  | TV | Debbie Bampton (c) | 7 tháng 10, 1961 (33)  |         | Croydon Women      |
| 9  | TĐ | Karen Farley       | 2 tháng 9, 1970 (24)   |         | Hammarby IF        |
| 10 | TV | Karen Burke        | 14 tháng 6, 1971 (23)  |         | Liverpool Ladies   |
| 11 | HV | Brenda Sempare     | 9 tháng 11, 1961 (33)  |         | Croydon Women      |
| 12 | TV | Kerry Davis        | 8 tháng 2, 1962 (33)   |         | Croydon Women      |
| 13 | TM | Lesley Higgs       | 25 tháng 10, 1965 (29) |         | Wembley Ladies     |
| 14 | TĐ | Karen Walker       | 29 tháng 7, 1969 (25)  |         | Doncaster Belles   |
| 15 | TV | Sian Williams      | 2 tháng 2, 1968 (27)   |         | Arsenal Ladies     |
| 16 | HV | Donna Smith        | 17 tháng 1, 1967 (28)  |         | Croydon Women      |
| 17 | HV | Louise Waller      | 30 tháng 7, 1969 (25)  |         | Millwall Lionesses |
| 18 | HV | Mary Phillip       | 14 tháng 3, 1977 (18)  |         | Millwall Lionesses |
| 19 | HV | Julie Fletcher     | 28 tháng 9, 1974 (20)  |         | Millwall Lionesses |
| 20 | TV | Becky Easton       | 16 tháng 4, 1974 (21)  |         | Liverpool Ladies   |

### Nigeria
Huấn luyện viên:  Paul Hamilton
| Số | Vt | Cầu thủ               | Ngày sinh (tuổi)       | Số trận | Câu lạc bộ |
| -- | -- | --------------------- | ---------------------- | ------- | ---------- |
| 1  | TM | Anne Chiejine         | 2 tháng 2, 1974 (21)   |         |            |
| 2  | HV | Florence Omagbemi (c) | 2 tháng 2, 1975 (20)   |         |            |
| 3  | HV | Ngozi Ezeocha         | 12 tháng 10, 1973 (21) |         |            |
| 4  | TĐ | Adaku Okoroafor       | 18 tháng 11, 1974 (20) |         |            |
| 5  | HV | Omo-Love Branch       | 10 tháng 1, 1974 (21)  |         |            |
| 6  | TV | Yinka Kudaisi         | 25 tháng 8, 1975 (19)  |         |            |
| 7  | TV | Nkechi Mbilitam       | 5 tháng 4, 1974 (21)   |         |            |
| 8  | TV | Rita Nwadike          | 11 tháng 3, 1974 (21)  |         |            |
| 9  | TĐ | Ngozi Uche            | 18 tháng 6, 1973 (21)  |         |            |
| 10 | HV | Mavis Ogun            | 24 tháng 8, 1973 (21)  |         |            |
| 11 | HV | Prisca Emeafu         | 30 tháng 3, 1972 (23)  |         |            |
| 12 | TV | Mercy Akide           | 26 tháng 8, 1975 (19)  |         |            |
| 13 | TV | Nkiru Okosieme        | 3 tháng 1, 1972 (23)   |         |            |
| 14 | HV | Phoebe Ebimiekumo     | 17 tháng 1, 1974 (21)  |         |            |
| 15 | TĐ | Maureen Mmadu         | 5 tháng 7, 1975 (19)   |         |            |
| 16 | HV | Ugochi Opara          | 27 tháng 5, 1976 (19)  |         |            |
| 17 | TM | Louisa Akpagu         | 22 tháng 12, 1974 (20) |         |            |
| 18 | TV | Patience Avre         | 6 tháng 10, 1976 (18)  |         |            |
| 19 | TM | Diana Esther Nwaiwu   | 10 tháng 10, 1973 (21) |         |            |
| 20 | TV | Ann Mukoro            | 27 tháng 5, 1975 (20)  |         |            |

### Na Uy
Huấn luyện viên:  Even Pellerud
| Số | Vt | Cầu thủ              | Ngày sinh (tuổi)       | Số trận | Câu lạc bộ           |
| -- | -- | -------------------- | ---------------------- | ------- | -------------------- |
| 1  | TM | Bente Nordby         | 23 tháng 7, 1974 (20)  |         | SK Sprint/Jeløy      |
| 2  | HV | Tina Svensson        | 16 tháng 11, 1966 (28) |         | Asker                |
| 3  | HV | Gro Espeseth         | 30 tháng 10, 1972 (22) |         | IL Sandviken         |
| 4  | TV | Anne Nymark Andersen | 28 tháng 9, 1972 (22)  |         | Bjørnar IL           |
| 5  | HV | Nina Nymark Andersen | 28 tháng 9, 1972 (22)  |         | IL Sandviken         |
| 6  | TV | Hege Riise           | 18 tháng 7, 1969 (25)  |         | Setskog/Høland FK    |
| 7  | TV | Tone Haugen          | 6 tháng 2, 1964 (31)   |         | Nikko Sec. Ladies FC |
| 8  | TV | Heidi Støre (c)      | 4 tháng 7, 1963 (31)   |         | Kolbotn IL           |
| 9  | TĐ | Kristin Sandberg     | 23 tháng 3, 1972 (23)  |         | Asker                |
| 10 | TĐ | Linda Medalen        | 17 tháng 6, 1965 (29)  |         | Nikko Sec. Ladies FC |
| 11 | TĐ | Ann Kristin Aarønes  | 19 tháng 1, 1973 (22)  |         | Trondheims-Ørn SK    |
| 12 | TM | Reidun Seth          | 9 tháng 6, 1966 (28)   |         | Öxabäcks IF          |
| 13 | HV | Merete Myklebust     | 16 tháng 5, 1973 (22)  |         | Trondheims-Ørn SK    |
| 14 | TV | Hege Gunnerød        | 22 tháng 11, 1973 (21) |         | Asker                |
| 15 | TĐ | Randi Leinan         | 9 tháng 4, 1968 (27)   |         | Trondheims-Ørn SK    |
| 16 | TĐ | Marianne Pettersen   | 4 tháng 12, 1975 (19)  |         | Gjelleråsen IF       |
| 17 | HV | Anita Waage          | 31 tháng 7, 1971 (23)  |         | Trondheims-Ørn SK    |
| 18 | TV | Tone Gunn Frustøl    | 21 tháng 6, 1975 (19)  |         | FK Donn              |
| 19 | HV | Agnete Carlsen       | 15 tháng 1, 1971 (24)  |         | Kolbotn IL           |
| 20 | TM | Ingrid Sternhoff     | 25 tháng 2, 1977 (18)  |         | SK Haugar            |

## Bảng C

### Úc
Huấn luyện viên:  Tom Sermanni
| Số | Vt | Cầu thủ          | Ngày sinh (tuổi)       | Số trận | Câu lạc bộ                  |
| -- | -- | ---------------- | ---------------------- | ------- | --------------------------- |
| 1  | TM | Tracey Wheeler   | 26 tháng 9, 1967 (27)  |         | Forrestfield United         |
| 2  | HV | Sarah Cooper     | 10 tháng 8, 1969 (25)  |         | Mindil Aces                 |
| 3  | HV | Jane Oakley      | 25 tháng 6, 1966 (28)  |         | Berwick City                |
| 4  | TV | Julie Murray (c) | 28 tháng 4, 1970 (25)  |         | Sydney Olympic FC           |
| 5  | TV | Cheryl Salisbury | 8 tháng 3, 1974 (21)   |         | Stirling Macedonia          |
| 6  | HV | Anissa Tann      | 10 tháng 10, 1967 (27) |         | Marconi Stallions           |
| 7  | HV | Alison Forman    | 17 tháng 3, 1969 (26)  |         | Fortuna Hjørring            |
| 8  | HV | Sonia Gegenhuber | 28 tháng 9, 1970 (24)  |         | Eastern Suburbs             |
| 9  | TĐ | Angela Iannotta  | 22 tháng 3, 1971 (24)  |         | Agliana CF                  |
| 10 | TĐ | Sunni Hughes     | 6 tháng 9, 1968 (26)   |         | Panasonic Bambina           |
| 11 | TV | Kaylene Janssen  | 18 tháng 8, 1968 (26)  |         | Eastern Suburbs             |
| 12 | TĐ | Michelle Watson  | 17 tháng 6, 1976 (18)  |         | Marconi Stallions           |
| 13 | HV | Traci Bartlett   | 17 tháng 5, 1972 (23)  |         | Marconi Stallions           |
| 14 | TV | Denie Pentecost  | 23 tháng 4, 1970 (25)  |         | Sydney Olympic              |
| 15 | TV | Kim Lembryk      | 19 tháng 2, 1966 (29)  |         | Marconi Stallions           |
| 16 | TĐ | Lisa Casagrande  | 29 tháng 5, 1978 (17)  |         | Goonellabah Hornets         |
| 17 | HV | Sacha Wainwright | 2 tháng 6, 1972 (23)   |         | Weston Creek                |
| 18 | HV | Louise McMurtrie | 26 tháng 4, 1976 (19)  |         | Queensland Academy of Sport |
| 19 | TĐ | Lizzy Claydon    | 11 tháng 11, 1972 (22) |         | Stirling Vastro             |
| 20 | TM | Claire Nichols   | 7 tháng 8, 1975 (19)   |         | Liverpool (NSW)             |

### Trung Quốc
Huấn luyện viên:  Mã Nguyên An
| Số | Vt | Cầu thủ                  | Ngày sinh (tuổi)       | Số trận | Câu lạc bộ |
| -- | -- | ------------------------ | ---------------------- | ------- | ---------- |
| 1  | TM | Chung Hồng Liên          | 27 tháng 10, 1967 (27) |         |            |
| 2  | TV | Vương Lệ Bình            | 11 tháng 12, 1973 (21) |         |            |
| 3  | HV | Phạm Vận Kiệt            | 29 tháng 4, 1972 (23)  |         |            |
| 4  | HV | Vu Hồng Kì               | 2 tháng 2, 1973 (22)   |         |            |
| 5  | TV | Chu Dương                | 2 tháng 1, 1971 (24)   |         |            |
| 6  | TV | Chu Hoa                  | 10 tháng 3, 1969 (26)  |         |            |
| 7  | TĐ | Vi Hải Anh               | 1 tháng 5, 1971 (24)   |         |            |
| 8  | TV | Thủy Khánh Hà            | 18 tháng 12, 1966 (28) |         |            |
| 9  | TĐ | Tôn Văn (c)              | 4 tháng 6, 1973 (22)   |         |            |
| 10 | TV | Lưu Ái Linh              | 5 tháng 2, 1967 (28)   |         |            |
| 11 | TV | Tôn Khánh Mai            | 19 tháng 6, 1966 (28)  |         |            |
| 12 | HV | Ôn Lợi Dung              | 10 tháng 2, 1969 (26)  |         |            |
| 13 | HV | Ngưu Lệ Kiệt             | 4 tháng 12, 1969 (25)  |         |            |
| 14 | TV | Tạ Huệ Lâm               | 17 tháng 1, 1975 (20)  |         |            |
| 15 | TĐ | Thi Quế Hồng             | 13 tháng 2, 1968 (27)  |         |            |
| 16 | TV | Trần Ngọc Phong          | 17 tháng 1, 1970 (25)  |         |            |
| 17 | TV | Triệu Lợi Hồng           | 25 tháng 12, 1972 (22) |         |            |
| 18 | HV | Mãn Diễm Linh            | 11 tháng 9, 1972 (22)  |         |            |
| 19 | TV | Lý Ảnh (cầu thủ bóng đá) | 21 tháng 10, 1973 (21) |         |            |
| 20 | TM | Cao Hồng                 | 27 tháng 11, 1967 (27) |         |            |

### Đan Mạch
Huấn luyện viên:  Keld Gantzhorn
| Số | Vt | Cầu thủ                      | Ngày sinh (tuổi)       | Số trận | Câu lạc bộ |
| -- | -- | ---------------------------- | ---------------------- | ------- | ---------- |
| 1  | TM | Dorthe Larsen                | 8 tháng 8, 1969 (25)   |         |            |
| 2  | TV | Louise Hansen                | 5 tháng 4, 1975 (20)   |         |            |
| 3  | HV | Kamma Flæng                  | 30 tháng 3, 1976 (19)  |         |            |
| 4  | HV | Lene Terp                    | 15 tháng 4, 1973 (22)  |         |            |
| 5  | HV | Katrine Søndergaard Pedersen | 13 tháng 4, 1977 (18)  |         |            |
| 6  | HV | Rikke Holm                   | 22 tháng 3, 1972 (23)  |         |            |
| 7  | TV | Annette Laursen              | 6 tháng 2, 1975 (20)   |         |            |
| 8  | TV | Lisbet Kolding               | 6 tháng 4, 1965 (30)   |         |            |
| 9  | TV | Helle Jensen (c)             | 23 tháng 3, 1969 (26)  |         |            |
| 10 | TV | Birgit Christensen           | 31 tháng 5, 1976 (19)  |         |            |
| 11 | TĐ | Gitte Krogh                  | 13 tháng 5, 1977 (18)  |         |            |
| 12 | TV | Anne Dot Eggers Nielsen      | 6 tháng 11, 1975 (19)  |         |            |
| 13 | TĐ | Christina Hansen             | 5 tháng 6, 1970 (25)   |         |            |
| 14 | TĐ | Lene Madsen                  | 11 tháng 3, 1973 (22)  |         |            |
| 15 | TV | Christine Bonde              | 28 tháng 9, 1973 (21)  |         |            |
| 16 | TM | Helle Bjerregaard            | 21 tháng 6, 1968 (26)  |         |            |
| 17 | TV | Karina Christensen           | 1 tháng 7, 1973 (21)   |         |            |
| 18 | HV | Bettina Allentoft            | 16 tháng 11, 1973 (21) |         |            |
| 19 | TV | Jeanne Axelsen               | 3 tháng 1, 1968 (27)   |         |            |
| 20 | TV | Christina Petersen           | 17 tháng 9, 1974 (20)  |         |            |

### Hoa Kỳ
Huấn luyện viên:  Tony DiCicco
| Số | Vt | Cầu thủ            | Ngày sinh (tuổi)          | Số trận | Câu lạc bộ                        |
| -- | -- | ------------------ | ------------------------- | ------- | --------------------------------- |
| 1  | TM | Briana Scurry      | 7 tháng 9, 1971 (23 tuổi) |         | Đại học Massachusetts Amherst     |
| 2  | HV | Thori Staples      | 17 tháng 4, 1974 (21)     |         | Đại học Bang Bắc Carolina         |
| 3  | TV | Holly Manthei      | 8 tháng 2, 1976 (19)      |         | Đại học Notre Dame                |
| 4  | HV | Carla Overbeck (c) | 9 tháng 5, 1968 (27)      |         | Đại học Bắc Carolina              |
| 5  | TV | Tiffany Roberts    | 5 tháng 5, 1977 (18)      |         | Đại học Bắc Carolina              |
| 6  | TĐ | Debbie Keller      | 24 tháng 3, 1975 (20)     |         | Đại học Bắc Carolina              |
| 7  | TĐ | Sarah Rafanelli    | 7 tháng 6, 1972 (22)      |         | Đại học Santa Clara               |
| 8  | HV | Linda Hamilton     | 4 tháng 6, 1969 (26)      |         | Đại học Bắc Carolina              |
| 9  | TV | Mia Hamm           | 17 tháng 3, 1972 (23)     |         | Đại học Bắc Carolina              |
| 10 | TĐ | Michelle Akers     | 1 tháng 2, 1966 (29)      |         | Đại học Trung Florida             |
| 11 | TV | Julie Foudy        | 23 tháng 1, 1971 (24)     |         | Đại học Stanford                  |
| 12 | TĐ | Carin Gabarra      | 9 tháng 1, 1965 (30)      |         | Đại học California, Santa Barbara |
| 13 | TV | Kristine Lilly     | 22 tháng 7, 1971 (23)     |         | Đại học Bắc Carolina              |
| 14 | HV | Joy Fawcett        | 8 tháng 2, 1968 (27)      |         | Đại học California, Berkeley      |
| 15 | TV | Tisha Venturini    | 3 tháng 3, 1973 (22)      |         | Đại học Bắc Carolina              |
| 16 | TĐ | Tiffeny Milbrett   | 23 tháng 10, 1972 (22)    |         | Đại học Portland                  |
| 17 | HV | Jennifer Lalor     | 5 tháng 9, 1974 (20)      |         | Đại học Santa Clara               |
| 18 | TM | Saskia Webber      | 13 tháng 6, 1971 (23)     |         | Đại học Rutgers                   |
| 19 | TV | Amanda Cromwell    | 15 tháng 6, 1970 (24)     |         | Đại học Virginia                  |
| 20 | TM | Mary Harvey        | 4 tháng 6, 1965 (30)      |         |                                   |